# Palling
Palling è un comune tedesco di 3 374 abitanti, situato nel land della Baviera.